# Pirog
Ne doit pas être confondu avec pirogue.

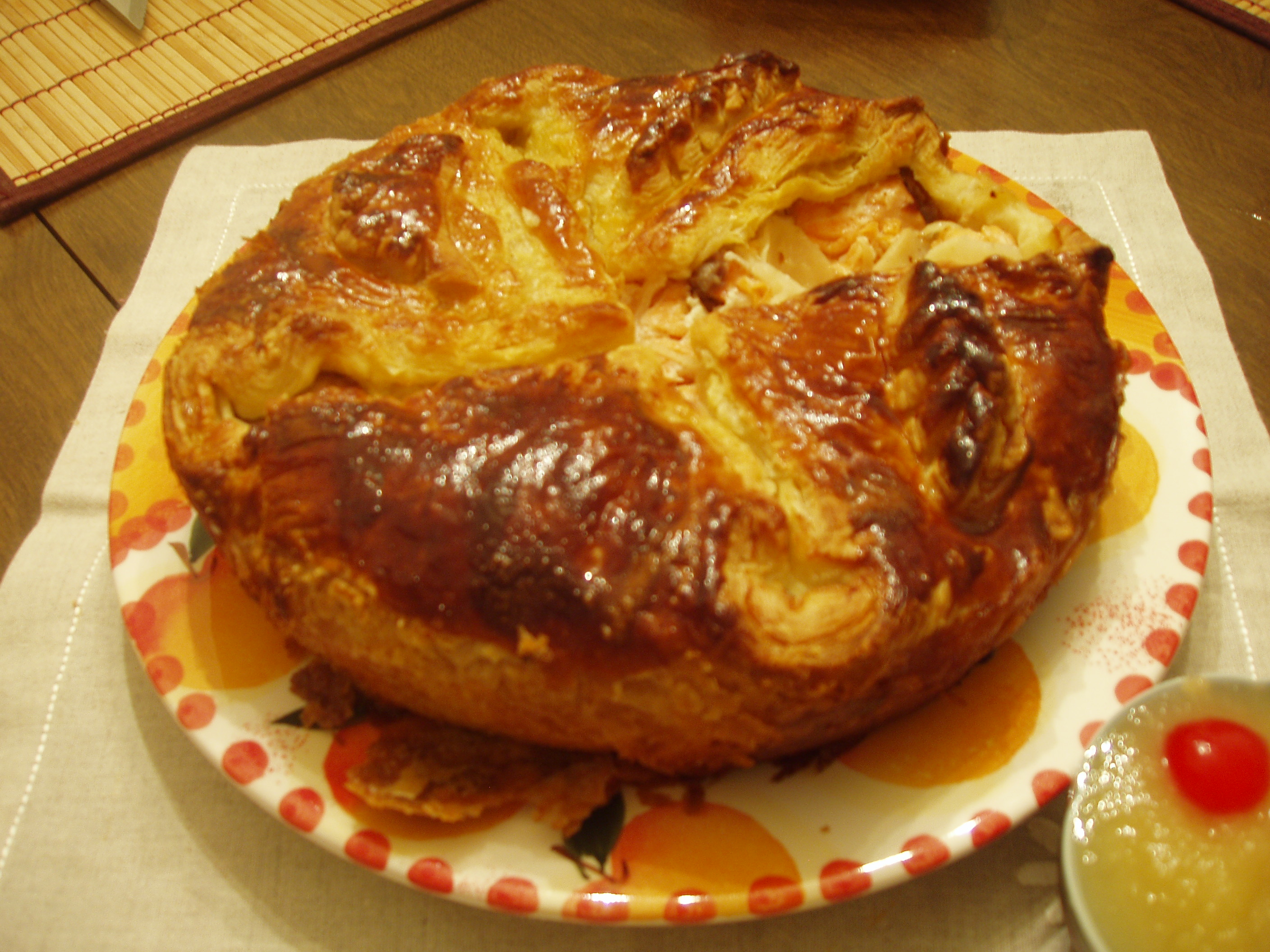
Un pirog de poisson.

Le pirog ou la pirogue (en russe : пиро́г ( Écouter), en biélorusse : пірог et en ukrainien : пиріг) est une tourte traditionnelle dans les pays de l'Est.
Son nom est dérivé du proto-slave pir qui signifie « banquet » ou « festivité, ».
Ce sont de grandes tourtes, à ne pas confondre avec les pirojkis qui font la taille d'une bouchée, ni avec les pierogi polonais, sorte de ravioles.
Le pirog est traditionnellement de forme ovale avec des bords effrités, mais peut également être circulaire ou rectangulaire.

## Préparation
La pâte est fabriquée à partir d'une pâte brisée, ou feuilletée et de levure.
La farce, entièrement enveloppée de pâte ou non (comme une tarte), peut être sucrée (fromage blanc, lait caillé, pommes, prunes, baies diverses, miel, noix ou graines de pavot…), ou salée (viande, poisson, champignons, chou, riz, gruau d'avoine ou de sarrasin, pommes de terre…).
Dans les cuisines russe et ukrainienne, le pirog accompagne le bortsch, le bouillon ou le consommé.